# Gare de Milly-sur-Thérain
Gare de Milly-sur-Thérain vasútállomás Franciaországban, Milly-sur-Thérain településen.

## Vasútvonalak
Az állomást az alábbi vasútvonalak érintik:
- Épinay-Villetaneuse–Le Tréport-Mers-vasútvonal

## Kapcsolódó állomások
A vasútállomáshoz az alábbi állomások vannak a legközelebb:
- Gare d’Herchies
- Gare de Saint-Omer-en-Chaussée